# Francesco Appiani
Francesco Appiani (Ancona, 1702 - 1792) was een Italiaans kunstschilder  uit de late Barok.
Hij was hoofdzakelijk actief in Rome en Perugia. Hij was een leerling van Domenico Simonetti. Francesco Appiani heeft onder andere de Dood van San Domenico geschilderd voor San Sisto Vecchio en de schilderijen in de beide kapellen van Sint Anthonius en Sint Petrus in banden (1756–1760) die zich bevinden in de Basilica di Santa Maria degli Angeli. In Perugia heeft hij schilderijen gemaakt voor de kerken San Pietro de Cassinensi, San Francesco al Prato en de Dom van Perugia S. Lorenzo.
- Gemeinsame Normdatei: 132192713
- Virtual International Authority File: 11000043
- WorldCat: E39PBJkXBGYydbHrt4mbtc8pyd